# Platypalpus dalmatinus
Platypalpus dalmatinus is een vliegensoort uit de familie van de Hybotidae. De wetenschappelijke naam van de soort is voor het eerst geldig gepubliceerd in 1902 door Strobl.